# 攻堅 (遊戲)
《攻堅》是1983年由Bomb開發和發行在雅達利2600的固定射擊遊戲。